# 150-та окрема механізована бригада (Україна)
150-та окрема механізована бригада (150 ОМБр, в/ч А4935) — з'єднання Сухопутних військ Збройних сил України, що існувало у 2023—2025 роках.
Навесні 2025 року перетворена на 40-ву окрему бригаду берегової оборони.

## Історія
У грудні 2023 року були повідомлення про створення п'яти нових механізованих бригад України, однією з яких була 150-та бригада.
Була сформована на початку 2024 року.
Станом на квітень 2025 року бригада була перетворена на 40-ву окрему бригаду берегової оборони.

## Оснащення
Має на озброєнні:
- БМП-1ТС[3]
- БМП-2[3]

- БРДМ-2[3]
- Т-64БВ[3]
- ЗУ-23-2[3]

## Символіка
Нарукавний знак бригади навскісно розтято: в першій частині на червоному полі зображено срібний хрест, в другій — на зеленому — три срібних списи.

## Втрати

### 2024
- 25 січня 2024 — Сусол Володимир Павлович, солдат, водій. м. Буськ.[6]
- 5 липня 2024 — Кукурузяк Василь, солдат. 27 років, с. Зарожани.[7]
- 28 липня 2024 — Кравець Володимир. 40 років, с. Дідилів. Командир відділення[8][9].
- 30 липня 2024 — Степанковський Дмитро. 47 років. Загинув на Донецькому напрямку.[10]
- 6 серпня 2024 — Рибін Сергій, аеророзвідник. Загинув на Торецькому напрямку.[11]
- 11 серпня 2024 — Гурко Олександр Сергійович, солдат. 14.06.1991, селище Шацьк. Загинув на Донеччині.[12]
- 17 серпня 2024 - Володимир Семерка, 50 років. Солдат, номер обслуги 1 гранатомета протитанкового взводу роти вогневої підтримки мотопіхотного батальйону. Загинув у місті Торецьк Донецької області[13].
- 20 серпня 2024 — Рибіцький Дмитро, молодший сержант.[14]
- 25 серпня 2024 — Івануса Тарас. с. Гійче Рава-Руської громади.[15]
- 15 вересня 2024 — Гавра Мар‘ян, солдат, номер обслуги гранатомета протитанкового взводу. 34 роки, с. Стрілковичі Самбірської громади.[16]
- 20 вересня 2024 - Ковальчук Юрій Олександрович, 33 роки. Солдат, командир відділення розвідувального взводу 1 механізованого батальйону. Загинув під час виконання бойового завдання поблизу н.п. Лобкове Запорізької області[17].
- 22 вересня 2024 — Петріді Максим, командир зенітно-ракетного взводу. Загинув поблизу села Мала Токмачка Запорізької області.[18]
- 25 вересня 2024 — Вовк Роман. 12.09.1992, м. Львів.[19]
- 4 жовтня 2024 - Черешнюк Іван Васильович, 55 років. Солдат, водій-заправник автомобільного відділення підвозу боєприпасів взводу матеріального забезпечення, 3 механізованого батальйону. Загинув під час виконання бойового завдання біля населеного пункту Республіканець Бериславського району Херсонської області[20].

### 2025
- 19 липня 2025 - Ігор Котляр, 1984 року народження. Мобілізований 19 січня 2024 року[21].